# Pericoma tenerifensis
Pericoma tenerifensis är en tvåvingeart som beskrevs av Satchell 1955. Pericoma tenerifensis ingår i släktet Pericoma och familjen fjärilsmyggor.
Artens utbredningsområde är Kanarieöarna. Inga underarter finns listade i Catalogue of Life.